# بني فلاحة
بني فلَّاحة (بالإسبانية: Beniflá)‏ هي بلدية في كماركة الصخور في منطقة بلنسية إسبانيا.